# Frühe Wolkenkratzer Chicagos
Die vom Innenministerium der Vereinigten Staaten 2017 für die Welterbeliste vorgeschlagenen neun Gebäude, die über einen Zeitraum von etwa 20 Jahren ab den 1880er Jahren gebaut wurden, repräsentieren die erste Generation von „Wolkenkratzern“, Hochhäuser mit bis zu 20 Stockwerken. Die Gebäude nutzten die neuen Technologien der damaligen Zeit, insbesondere interne Metallkonstruktionen anstelle von tragenden Mauerwerken, die ersten Aufzügen, um die hohen Etagen zu erreichen, elektrisches Licht und Feuerschutz aus Terrakotta. Die an der Gestaltung dieser Gebäude beteiligten Architekten, darunter Louis H. Sullivan, William Le Baron Jenney, John Wellborn Root, Charles Atwood und Martin Roche, entwickelten gleichzeitig eine neue Ästhetik für die Fassade der Gebäude. Diese stehen im Einklang mit der klassischen Moderne in Europa und repräsentieren die Chicagoer Schule.
Die vorgeschlagenen Gebäude sind:
- Karte mit allen Koordinaten:
- OSM |
- WikiMap

| Name                                                                          | Lage                                                  | Bild |
| ----------------------------------------------------------------------------- | ----------------------------------------------------- | ---- |
| Auditorium Building                                                           | Kreuzung: S Michigan Ave, East Ida B Wells Drive Lage |      |
| Second Leiter Building (auch Leiter II Building)                              | Kreuzung: E Van Buren St, S State St Lage             |      |
| Marquette Building                                                            | Kreuzung: S Dearborn St, W Adams St Lage              |      |
| Rookery Building                                                              | Kreuzung: W Adams St, S La Salle St Lage              |      |
| Monadnock Building                                                            | Kreuzung: S Dearborn Sr, W Jackson Blvd Lage          |      |
| Old Colony Building                                                           | Kreuzung: S Plymouth Ct, W Van Buren St Lage          |      |
| Fisher Building                                                               | Kreuzung: S Plymouth Ct, W Van Buren St Lage          |      |
| Schlesinger & Mayer Building später Carson Pirie Scott & Co. department store | Kreuzung: E Madison St, S State St Lage               |      |
| Ludington Building                                                            | Kreuzung: S Wabash Ave, E 11th St Lage                |      |